# A World Without Heroes
«A World Without Heroes» — песня американской хард-роковой группы Kiss. Была написана Полом Стэнли, Джином Симмонсом, Лу Ридом и Бобом Эзрином. Первоначально была записана и вошла в альбом Music from “The Elder”.
Слова песни, изначально названной «Every Little Bit of Your Heart», изменялись, чтобы она лучше идейно сочеталась с альбомом, из-за чего Лу Рид добавил строчку: «A world without heroes, is like a world without sun» (рус. Мир без героев есть мир без Солнца).
Песня представляет собой медленную балладу, где ведущий вокал исполнил Джин Симмонс, а Пол Стэнли сыграл на соло-гитаре. Была выпущена в виде сингла с альбома The Elder и достигла 56 места в США и 55 места в Великобритании. Для продвижения сингла было снято музыкальное, которое стало первым видео Kiss, которому удалось попасть на MTV.
Несмотря на промовидео и на позиции в чартах, Kiss единственный раз исполнили песню только на телешоу «Fridays» и ни разу после этого не играли её вплоть до концертной акустической программы 1995 года Kiss Unplugged, которая была издана в виде одноимённого альбома.

## Участники записи
- Пол Стенли — соло-гитара
- Джин Симмонс — бас-гитара, ведущий вокал[англ.]
- Эйс Фрейли — акустическая гитара, бэк-вокал
- Эрик Карр — ударные

## Версия Шер
Свою кавер-версию песни сделала Шер для своего альбома 1991 года Love Hurts. Она какое-то время была в отношениях с Джином Симмонсом.